# Statuia lui Columbo din Budapesta
Statuia lui Columbo este un monument artistic din bronz în mărime naturală care se află pe strada Falk Miksa din Budapesta. Statuia îl înfățișează pe actorul american Peter Falk în rolul detectivului fictiv de poliție Columbo. La picioarele statuii lui Columbo se află o statuie a câinelui său baset, Dog. Cele două statui, create de sculptorul Géza Dezső Fekete, au fost amplasate în anul 2014 în cadrul unui proiect de reînnoire urbană care a fost sponsorizat de statul maghiar.
Cu toate că Peter Falk și cel care a dat numele străzii, politicianul și jurnalistul maghiar Miksa Falk⁠(d), erau amândoi evrei, iar actorul Peter Falk avea strămoși din Ungaria, nu există nicio relație de familie cunoscută între ei. Legătura maghiară a actorului nu a fost prin familia Falk din partea tatălui său, ci prin bunicul său din partea mamei.
Potrivit unei legende urbane, Miksa Falk și Peter Falk erau rude îndepărtate. Cercetările ulterioare au dovedit că acest lucru este greșit.

## Galerie

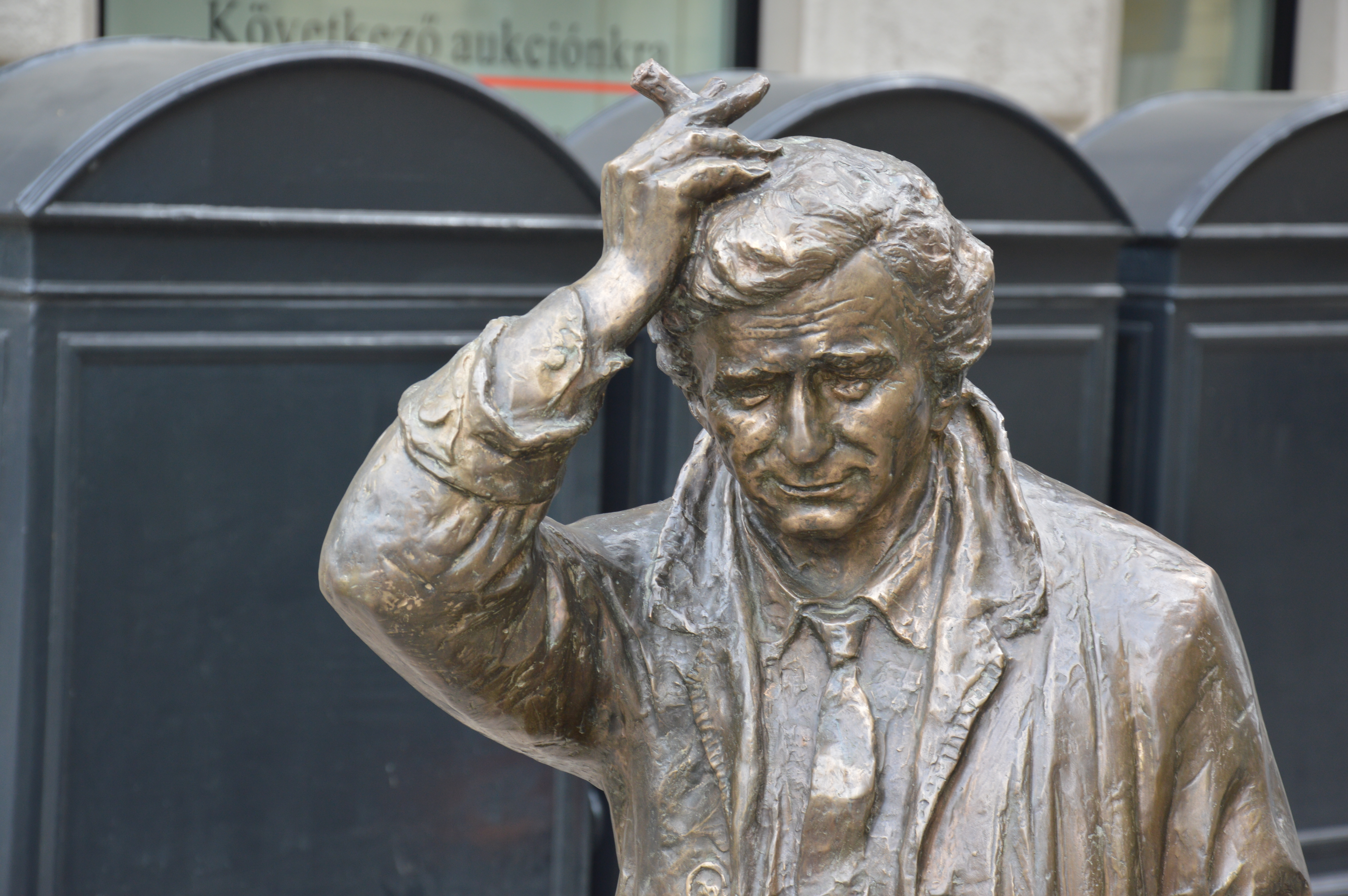
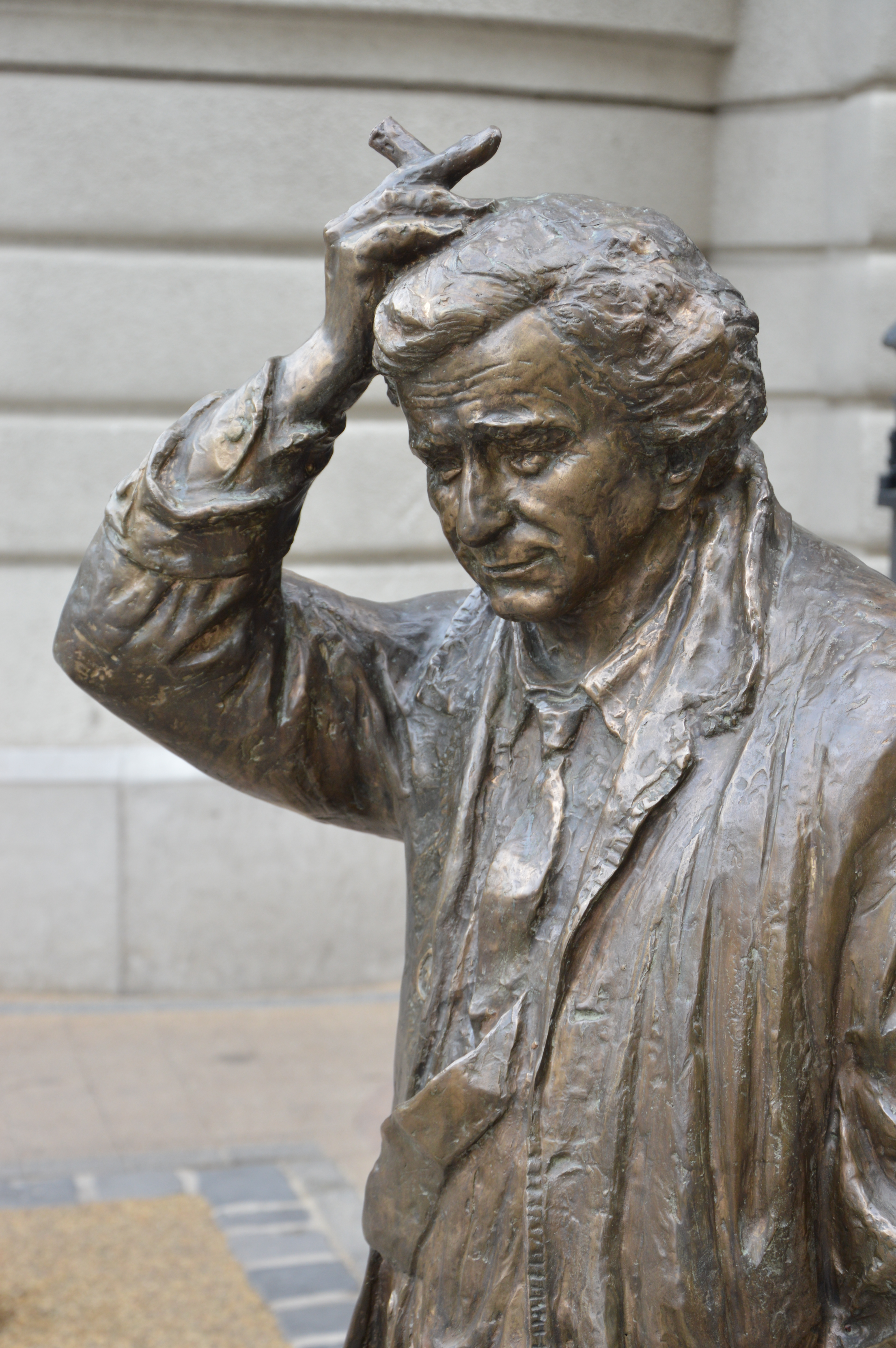
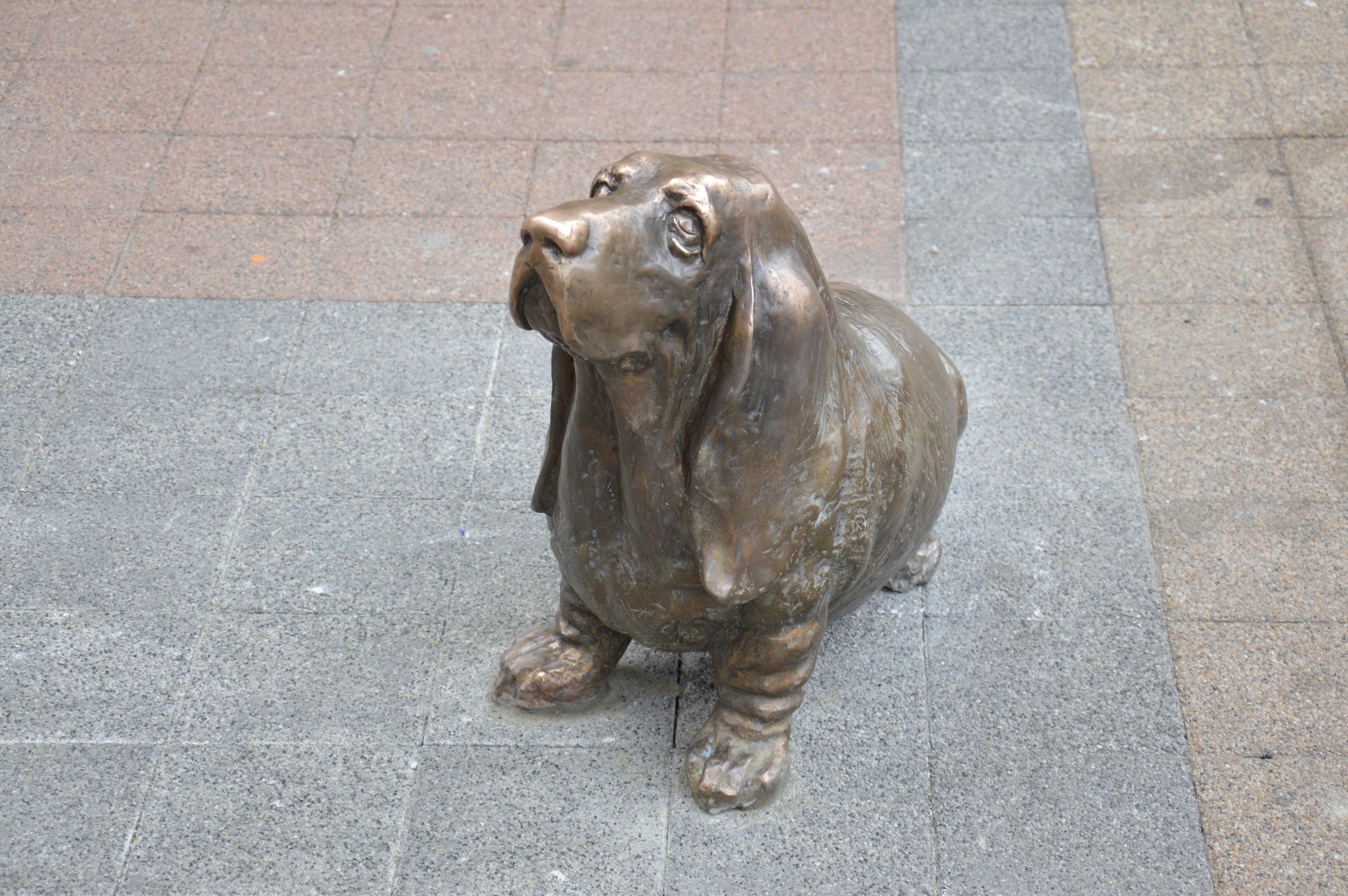